# Hôtel de Canillac
L'hôtel de Canillac (dit aussi hôtel de Berruyer, hôtel de Camillac, hôtel de Jassaud, hôtel de Lamoignon de Courson) est un hôtel particulier situé à Paris en France.

## Localisation
Il est situé entre le 4, rue du Parc-Royal et le 55, rue de Turenne, dans le 3e arrondissement de Paris.

## Histoire
Le 12 mars 1620, le prieuré de Sainte-Croix de la Bretonnerie vendit à Jacques Berruyer, conseiller du roi, un terrain sur lequel il fit bâtir deux hôtels, au no 2 et au no 4. En 1657, l'hôtel fut acquis par Sébastien Casel, secrétaire du roi, puis passa (1700) au sieur Jacob qui l'occupa avec l'intendant de Rouen, Guillaume Urbain de Lamoignon de Courson. À cette époque, André Nicolas de Jassaud, président en la Chambre des comptes de Paris, se porte acquéreur de la propriété dont va hériter (1717) sa fille Angélique Marguerite de Jassaud, épouse en premières noces du marquis de Roncherolles, Charles Michel (+ 1728) ; veuve, celle-ci épousera Pierre Charles de Beaufort-Montboissier, dit le marquis de Canillac.
L'hôtel revint en dot à sa fille Thérèse de Roncherolles (1725-1752), marquise de Bully, lors de son mariage (1744) avec René Nicolas de Maupeou, vicomte de Bruyères, futur chancelier de France. À la mort de Mme de Maupeou (1752), sa mère et son beau-père, le marquis de Canillac, devinrent usufruitiers de l'hôtel jusqu'à leur décès. En 1778, les fils du chancelier de Maupeou, René Ange de Maupeou (1746-1794), marquis de Bully, et Charles Victor de Maupeou (1750-1789), héritèrent de la propriété qui revint entièrement à René Ange en 1779. Ses héritiers mirent en vente l'hôtel, le 29 avril 1802, qui fut adjugé au négociant René Alexandre Desclos-Lepeley. Puis la propriété fut achetée par Antoine Debladis et Giraud Auriacombe, administrateurs des forges d'Imphy. Antoine Debladis donna l'hôtel à son fils Achille, mort en 1885 ; la fille de ce dernier, Mme Jean-Marie Gaston Pouzin l'habitait en 1910.
Ce bâtiment fait l’objet d’une inscription au titre des monuments historiques depuis le 4 janvier 1962.

## Dans la littérature
Dans le roman Le mystère corse des Orii, qui se déroule en 1912, l'auteur, Frederic Fappani von Lothringen, fait vivre son héros membre des services secrets français, Augustus Müller, dans les sous-sols de l'hôtel de Canillac. En effet, Mme Jean-Marie Gaston Pouzin aurait accepté que le ministère de la Guerre installe un immense appartement secret sous son hôtel particulier, afin que  Augustus Müller y travaille régulièrement.